# Prisluhni mi
»Prisluhni mi« (angl. »Listen to Me«) je slovenska evrovizijska skladba in maxi single Darje Švajger iz leta 1995. Skladbo sta napisala Primož Peterca (glasba, besedilo) in Sašo Fajon (glasba).

## EMA 1995
18. februarja 1995 se je premierno predstavila na 2. izvedbi EME, v studiu RTV Slovenija. Skladba je po mnenju strokovne žirije 12 slovenskih radijskih postaj zmagala z 132 točkami ter se uvrstila na Evrovizijo.

## Evrovizija 1995
13. maja 1995 je Švajgerjeva nastopila na Evroviziji v Dublinu na Irskem in z 84 točkami zasedla rekordno 7. mesto, kar je še danes najvišja uvrstitev kateregakoli slovenskega predstavnika na Evroviziji. Skupaj je nastopilo 23 držav.

## Snemanje
Snemanje je potekalo v Studiu 26, RTV Slovenija od 20.-21. marca 1995. Skladba je izšla kot maxi single pri ZKP RTV Slovenija, tudi z angleško verzijo »Listen to Me« (besedilo Erica Johnson Debeljak in Primož Peterca).

## Zasedba

### Produkcija
- Primož Peterca – glasba, besedilo (slovensko, angleško)
- Sašo Fajon – glasba, producent
- Erica Johnson Debeljak – besedilo (angleško)
- Jože Privšek – aranžma

### Studijska izvedba
- Darja Švajger – vokal
- Jože Privšek – dirigent
- Simfonični orkester RTV Slovenija – spremljava

## Maxi single
Zgoščenka
1. »Prisluhni mi« – 2:48
2. »Listen to Me« (angleška verzija) – 2:48
3. »Prisluhni mi« (instrumentalna verzija) – 2:48